# Toyota Boshoku
Toyota Boshoku Corporation (トヨタ紡織株式会社) er japansk producent af bildele og en del af Toyota.
De fremstiller luftfiltre, sensorer, inderbeklædning, sikkerhedsseler og andre komponenter til bilindustri. Virksomheden blev grundlagt af Toyoda Sakichi i 1918 som en producent af tekstilløsninger.